# Domenico Fiore
Pour les articles homonymes, voir Fiore.
Domenico Fiore est un acteur canadien.

## Filmographie
- 1981 : Gas : Vespucci Hood #1
- 1982 : Visiting Hours : Policeman 2
- 1985 : The Pirates of Penzance (TV) : Chorus
- 1987 : Bloody Bird (Deliria) : Police Chief
- 1987 : Good Morning, Babylon
- 1988 : La Dernière Tentation du Christ (The Last Temptation of Christ) : Voice in Crowd
- 1989 : Il Professore - Boomerang (TV)
- 1989 : Les Deux font la loi ("Bordertown") (série TV) : Dominic
- 1992 : The Boys of St. Vincent (TV) : Policeman
- 1992 : La Sarrasine : Joe Ingressia
- 1993 : Les Amoureuses : Pasquale
- 1994 : Brainscan : Ken
- 1995 : Hiroshima (TV) : Harold Urey
- 1997 : Le Meilleur du pire (The Best Bad Thing) (TV) : Tourell
- 1997 : The Third Twin (TV) : Gym Guard
- 1997 : On the 2nd Day of Christmas (TV) : Ed the Bartender
- 1998 : L'Ombre de mon père (My Father's Shadow: The Sam Sheppard Story) (TV) : Jury Foreman
- 1999 : The Passion of Ayn Rand : Businessman
- 1999 : Bonanno: A Godfather's Story (TV) : Gaspar DiGregario (Older)
- 2000 : Steal This Movie : Jury Foreman
- 2003 : La Recrue (The Recruit) : Farm Instructor #1
- 2003 : Le Mozart noir (TV) : Father
- 2003 : DC 9/11: Time of Crisis (TV) : Hayes
- 2004 : The Messiah: Prophecy Fulfilled (vidéo) : Father
- 2005 : Looking for Angelina : Benny Scigliano